# Tim Cahill
Tim Cahill vagy teljes nevén Timothy Filiga Cahill (Sydney, 1979. december 6. –) ausztrál labdarúgó. Szamoai anya és angol apa gyermekeként született. Szülővárosát már 16 évesen elhagyta, hogy profi játékos legyen apja hazájában.

## Pályafutása

### Korai évek
Fiatalon a Balmain Police Boys Club-ban és a Marrickville Red Devils Soccer Football Club-ban is játszott.

### Millwall
1997-ben Tim arra kérte a szüleit, hogy engedjék el apja hazájába, Angliába focizni. Szülővárosának csapata, a Sydney United egy ingyenes transzfert írt alá a Millwall FC-vel, és végül a fiatal Cahill így került a szigetország futballvilágába. 1998. május 22-én debütált a Millwall mezében, ahol 249 mérkőzésen 56 gólt szerzett, ráadásul a hírnév sem váratott sokáig magára: a 2003-2004-es szezonban döntőt érő gólt lőtt a Sunderland AFC-nek az FA-Kupa elődöntőjében, és bár a döntőben 3-0-ra kikaptak a Manchester United-tól, mégis indulhattak az UEFA-Kupában, mert a manchesteriek már korábban kvalifikálták magukat a Bajnokok Ligájába. Egy szavazáson a megkérdezettek közül több mint 100 000-en szavaztak rá, így ő lett a forduló játékosa a Sunderland elleni teljesítményét követően.

### Everton
A 2004-2005-ös szezon előtt 1,5 millió fontért váltott klubot, és az Everton FC játékosa lett, miután elutasította a Crystal Palace FC egyik képviselőjének ajánlatát.
Első szezonjában ő volt az Everton gólkirálya, és egyből a szurkolók kedvence lett a szezon során.

### New York Red Bulls
2012 nyarán ingyen szerződött az amerikai csapatba.

### Újra Millwall
2018. január 29-én újra aláírt a Millwallhoz.

## Válogatottban

### 2006-os labdarúgó világbajnokság
2006-ban a labdarúgó világbajnokságon ő lőtte az F csoport 3-1-es végeredményű nyitómérkőzésének első két ausztrál gólját Japán ellen, és ezzel ő lett a mérkőzés legjobbja, első ausztrálként a vb-n. Játszott még a brazilok és a horvátok elleni csoportmeccsen is, habár ezeken a meccseken gólt nem tudott szerezni. Azonban Ausztrália, köszönhetően a Horvátország elleni 2-2-es döntetlennek, továbbjutott csoportjából, és a legjobb 16 között a későbbi világbajnok Olaszországgal mérkőzött meg. Cahill ezen a meccsen is játszott, de sok köszönet nem volt: a Socceroos (ahogyan az ausztrál labdarúgó válogatottat becézik) 1-0-ra kikapott, egy vitatható góllal, mellyel kiesett a németországi labdarúgó világbajnokságról.

## Statisztikák

### Klubokban
2018. április 20-án lett frissítve.':
| Klub teljesítmény          | Klub teljesítmény | League          | League | Kupa            | Kupa          | Ligakupa        | Ligakupa       | Nemzetközi      | Nemzetközi    | Egyéb           | Egyéb | Összesen        | Összesen |
| Klub                       | Szezon            | Pályára lépések | Gólok  | Pályára lépések | Gólok         | Pályára lépések | Gólok          | Pályára lépések | Gólok         | Pályára lépések | Gólok | Pályára lépések | Gólok    |
| Anglia                     | Anglia            | League          | League | FA-kupa         | FA-kupa       | Angol Ligakupa  | Angol Ligakupa | Európai         | Európai       | Egyéb           | Egyéb | Összesen        | Összesen |
| -------------------------- | ----------------- | --------------- | ------ | --------------- | ------------- | --------------- | -------------- | --------------- | ------------- | --------------- | ----- | --------------- | -------- |
| Millwall                   | 1997–98           | 1               | 0      | 0               | 0             | 0               | 0              | –               | –             | 0               | 0     | 1               | 0        |
| Millwall                   | 1998–99           | 36              | 6      | 0               | 0             | 1               | 0              | –               | –             | 5               | 1     | 42              | 7        |
| Millwall                   | 1999–2000         | 45              | 12     | 1               | 0             | 2               | 0              | –               | –             | 3               | 0     | 51              | 12       |
| Millwall                   | 2000–01           | 41              | 9      | 2               | 0             | 4               | 1              | –               | –             | 1               | 0     | 48              | 10       |
| Millwall                   | 2001–02           | 43              | 13     | 2               | 0             | 2               | 0              | –               | –             | 2               | 0     | 49              | 13       |
| Millwall                   | 2002–03           | 11              | 3      | 0               | 0             | 0               | 0              | –               | –             | 0               | 0     | 11              | 3        |
| Millwall                   | 2003–04           | 40              | 9      | 7               | 3             | 1               | 0              | –               | –             | 0               | 0     | 48              | 12       |
| Millwall                   | Összesen          | 217             | 52     | 12              | 3             | 10              | 1              | 0               | 0             | 11              | 1     | 250             | 57       |
| Everton                    | 2004–05           | 33              | 11     | 2               | 1             | 3               | 0              | –               | –             | –               | –     | 38              | 12       |
| Everton                    | 2005–06           | 32              | 6      | 3               | 1             | 0               | 0              | 4               | 1             | –               | –     | 39              | 8        |
| Everton                    | 2006–07           | 18              | 5      | 0               | 0             | 3               | 2              | –               | –             | –               | –     | 21              | 7        |
| Everton                    | 2007–08           | 18              | 7      | 0               | 0             | 4               | 1              | 6               | 2             | –               | –     | 28              | 10       |
| Everton                    | 2008–09           | 30              | 8      | 7               | 1             | 1               | 0              | 2               | 0             | –               | –     | 40              | 9        |
| Everton                    | 2009–10           | 33              | 8      | 2               | 1             | 1               | 0              | 7               | 1             | –               | –     | 43              | 10       |
| Everton                    | 2010–11           | 27              | 9      | 1               | 0             | 0               | 0              | –               | –             | –               | –     | 28              | 9        |
| Everton                    | 2011–12           | 35              | 2      | 4               | 1             | 2               | 0              | –               | –             | –               | –     | 41              | 3        |
| Everton                    | Összesen          | 226             | 56     | 19              | 5             | 14              | 3              | 19              | 4             | 0               | 0     | 278             | 68       |
| Millwall                   | 2017–18           | 10              | 0      | 0               | 0             | 0               | 0              | 0               | 0             | 0               | 0     | 10              | 0        |
| Egyesült Államok           | Egyesült Államok  | League          | League | US Open Kupa    | US Open Kupa  | Rájátszás       | Rájátszás      | Észak Amerika   | Észak Amerika | Egyéb           | Egyéb | Összesen        | Összesen |
| New York Red Bulls         | 2012              | 12              | 1      | 0               | 0             | 2               | 0              | –               | –             | –               | –     | 14              | 1        |
| New York Red Bulls         | 2013              | 27              | 11     | 0               | 0             | 2               | 1              | –               | –             | –               | –     | 29              | 12       |
| New York Red Bulls         | 2014              | 23              | 2      | 0               | 0             | 5               | 1              | 1               | 0             | –               | –     | 29              | 3        |
| New York Red Bulls         | Összesen          | 62              | 14     | 0               | 0             | 9               | 2              | 1               | 0             | 0               | 0     | 72              | 16       |
| Kína                       | Kína              | League          | League | Kínai FA-kupa   | Kínai FA-kupa | –               | –              | Ázsiai          | Ázsiai        | Egyéb           | Egyéb | Összesen        | Összesen |
| Shanghai Greenland Shenhua | 2015              | 28              | 11     | 6               | 1             | –               | –              | –               | –             | –               | –     | 34              | 12       |
| Hangzhou Greentown         | 2016              | 17              | 4      | 0               | 0             | –               | –              | –               | –             | –               | –     | 17              | 4        |
| Ausztrália                 | Ausztrália        | League          | League | FFA Kupa        | FFA Kupa      | Finals series   | Finals series  | Ázsiai          | Ázsiai        | Egyéb           | Egyéb | Összesen        | Összesen |
| Melbourne City             | 2016–17           | 22              | 11     | 4               | 2             | 1               | 0              | –               | –             | –               | –     | 27              | 13       |
| Melbourne City             | 2017–18           | 6               | 0      | 1               | 0             | –               | –              | –               | –             | –               | –     | 7               | 0        |
| Melbourne City             | Összesen          | 28              | 11     | 5               | 2             | 1               | 0              | 0               | 0             | 0               | 0     | 34              | 13       |
| Karrier összesen           | Karrier összesen  | 587             | 147    | 42              | 10            | 34              | 6              | 20              | 4             | 11              | 1     | 694             | 168      |

### A válogatottban
2018. november 20-án lett frissítve.
| Ausztrália | Ausztrália      | Ausztrália |
| Év         | Pályára lépések | Gólok      |
| ---------- | --------------- | ---------- |
| 2004       | 5               | 7          |
| 2005       | 9               | 1          |
| 2006       | 8               | 3          |
| 2007       | 5               | 1          |
| 2008       | 3               | 2          |
| 2009       | 7               | 5          |
| 2010       | 9               | 2          |
| 2011       | 9               | 3          |
| 2012       | 5               | 2          |
| 2013       | 6               | 3          |
| 2014       | 10              | 7          |
| 2015       | 12              | 9          |
| 2016       | 6               | 3          |
| 2017       | 10              | 2          |
| 2018       | 4               | 0          |
| összesen   | 108             | 50         |